# Жена (рассказ)
«Жена́» — рассказ Антона Павловича Чехова. Написан в 1892 году, впервые опубликован в 1892 году в журнале «Северный вестник» № 1 с подписью «Антон Чехов».

## Публикации
Рассказ А. П. Чехова «Жена» написан в 1892 году, впервые опубликован в 1892 году в журнале «Северный вестник» № 1 с подписью «Антон Чехов». В 1893 году печатался в серии «Для интеллигентных читателей», вошёл в издание А. Ф. Маркса. Для собрания сочинений рассказ был переработан.
Рассказ «Жена» связан с событиями голодного 1891 года. В этот год из-за неурожая были охвачены голодом центральные и поволжские губернии России. На помощь голодающим была направлена и общественная деятельность Чехова. Писатель принял участие в организации сборника «Помощь голодающим», помогал в сборе пожертвований, покупках скота, посещал голодающие губернии.
При жизни Чехова рассказ «Жена» переводился на болгарский, немецкий, сербохорватский и шведский языки.

## Критика
До настоящего времени дошли положительные отзывы современных читателей. Чертков писал в письме к Горбунову-Посадову, что он получает «с разных сторон отзывы о том, что из всех рассказов нашей первой серии многим „Жена“ нравится больше всего».
Критика в целом оценила рассказ отрицательно. Ю. Николаев отнёс рассказ к группе «вычурных, придуманных, безжизненных» вещей Чехова, написанных после «Степи». Критик «Русских ведомостей» отмечал, что «сама по себе прекрасная цель на первый раз не удалась автору»; кроме того, он добавлял: «Но это только начало: оно, несмотря на неудачу, неразлучную со всяким началом, заслуживает всяких приветствий».
Отрицательно оценивалось критикой изображённое уездное общество, занимающееся вместе с Натальей Гавриловной сбором средств для голодающих. По мнению Ю. Николаева, «интеллигенция», изображаемая Чеховым, ничем не отличается от общества, описанного Гоголем в произведении «Мёртвые души». Это мнение разделяли также критики М. Протопопов и М. Южный.

## Персонажи
- Павел Андреевич Асорин, 46 лет, тайно влюблён в свою жену.
- Наталья Гавриловна Асорина, 27 лет, жена Павла.
- Иван Иванович Брагин, давний друг семьи Павла Андреевича.
- А. М. Соболь — земский врач.

## Сюжет
Рассказ написан от первого лица, состоит из 7 частей.
Герой рассказа, Павел Андреевич, живёт в своем загородном доме со второй женой, Натальей Гавриловной. Незадолго до описываемых событий Павел Андреевич вышел в отставку. В настоящее время он собирается писать книгу об истории российских железных дорог. С женой Павел Андреевич находится в разладе, она живёт на первом этаже дома. Супруги иногда встречаются в вестибюле. Наталья Гавриловна и её родня живут за счёт Павла Андреевича.
Время, описанное в рассказе, — это 1892 год. В России случился неурожай, свирепствует голод, а ослабевшие от голода крестьяне болеют и умирают. Наталья организует помощь голодающим. Обсуждается вопрос, как лучше организовать распределение помощи нуждающимся.
Павел Андреевич ссорится с женой и решает уехать. Тем не менее небольшая поездка сильно влияет на него; он возвращается, объясняется с женой и начинает писать книгу.

## Экранизации
- 1971 — «Моя жена» / „Ma femme“ (ТВ) (Франция), режиссёр Жан Л’Оте[фр.]

- 1977 — «Жена» (ТВ) (СССР), режиссёр Юрий Маляцкий. В ролях: Наталья Тенякова — Наталья Гавриловна; Ефим Каменецкий — Павел Андреевич; Павел Панков — Иван Иваныч Брагин; Владимир Особик — доктор Соболь

- По мотивам рассказа и повести И. С. Тургенева «Первая любовь» снят англо-американский фильм «Первая любовь» (2001 год)

- Фильм «Зимняя спячка» был снят по мотивам данного рассказа. Режиссёр ― Нури Бильге Джейлан.